# Jean-Pierre Adams
Jean-Pierre Adams (Dakar, 10 de março de 1948 - 6 de setembro de 2021) foi um futebolista franco-senegalês que jogava como zagueiro.
Desde 1982, esteve em coma após um erro durante uma cirurgia no joelho até a sua morte em 2021.

## Carreira
Adams, que jogou nas categorias de base de US Cepoy, CD Bellegarde e USM Montargis, iniciou a carreira em 1967 no Fontainebleau, atuando como atacante. Em 1970, assinou com o Nîmes, disputando 84 jogos e fazendo 8 gols pelos Crocodilos.
Seu auge foi no Nice, onde jogou entre 1973 e 1977 (126 partidas e 15 gols), sagrando-se vice-campeão francês na temporada 1975–76. Defendeu ainda o Paris Saint-Germain e o Mulhouse antes de se aposentar em 1981, no Chalon.

## Seleção Francesa
Senegalês de nascimento, Adams mudou-se para a França aos 10 anos de idade, e sua estreia pela seleção nacional foi contra um combinado de jogadores africanos, em junho de 1972. A primeira partida oficial do zagueiro pelos Bleus foi na vitória por 1 a 0 sobre a União Soviética em outubro do mesmo ano, pelas eliminatórias da Copa de 1974, na qual a França não obteve a classificação, ficando na lanterna de seu grupo, que tinha também a Irlanda. Formou uma destacada dupla de zaga com Marius Trésor, que ficou conhecida como "La Garde Noire" ("A Guarda Negra").
O último jogo de Adams com a Seleção Francesa foi um amistoso contra a Dinamarca, em setembro de 1976.

## Vida pessoal
Em março de 1982, já aposentado dos gramados, o ex-zagueiro foi para o hospital Édouard Herriot, em Lyon, para fazer uma operação no joelho. Antes da cirurgia, teria dito para sua esposa: "Não se esqueça de me trazer as muletas". Segundo o jornal espanhol Marca, aquelas foram as últimas palavras de Adams.
Durante a operação, o anestesista (que estava sobrecarregado e teria que atender outros 8 pacientes) intubou o ex-jogador de forma errada, fazendo com que Adams sofresse um broncoespasmo e ficasse sem oxigênio no cérebro, deixando-o em estado de coma. Durante o julgamento do caso, o médico reconheceu o erro - ele e um estagiário foram sentenciados e multados por um mês. 
Desde então, o ex-zagueiro permaneceu em coma em Nîmes, onde morava com sua esposa, que atendeu todas as necessidades e negou a fazer eutanásia. E assim permaneceu até sua morte no dia 06 de setembro de 2021, aos 73 anos.

## Campanhas de destaque
Nice
- Ligue 1: vice-campeão (1975–76)